# Microcebus ravelobensis
Lêmure-rato-de-ravelobe ou lêmure-rato-dourado-amarronzado (Microcebus ravelobensis) é uma espécie  de lêmure pertencente à família Cheirogaleidae.